# Столови
Столови су планина у Србији, југозападно од Краљева, између Ибра, Рибнице и Брезанске реке. Са ње се у свим правцима разилазе притоке поменутих река, које су дубоким долинама рашчланиле планину на дугачке гребене и косе и дале јој у целини звездаст облик. Столови се звездасто спуштају са врхова ка суседним мањим врховима, Озрен (956 м), Витош (754 м), Оштра глава (728 м), Стрменица (679 м) и другима.
Главни планински гребен је на правцу север-северозапад-југ-југоисток. Највиши врх планине Столови је Камариште 1375 м надморске висине, неки га називају и Равни сто, због платоа на врху. Често се као највиши врх помиње Усовица, међутим Усовица је само гребен који који води ка врху Чикер (1325 м), који је други по висини врх Столова.
Остали виши врхови Столова према долини Ибра су Мала Чука (1151 м), Велика Чука (1030 м), Орловац (938 м), Козарево брдо (838м), Клечак (738м), а Чукар (1020 м), Тепак (1020 м) су виши врхови према долини Рибнице.
Најпогоднији приступ до северних делова Столова је од Краљева, преко насеља Жича уз Жичку реку или преко Каменице уз реку Рибницу. Оба пута су сеоски колски путеви и стазе по гребенима.
У подножју северних падина Столова налази манастир Жича, подигнут у XIII веку. Претпоставља се да је име планине Столови повезано са оближњим манастиром у којем је „столовао” први српски архиепископ Свети Сава. 
Већим делом Столови су под густом шумом и шикаром, посебно северне стране. Јужне стране су претежно оголеле или су под пашњацима, нарочито у селу Брезна. Западни обронци Столова формирају источни део Ибарске клисуре, а на њима се налази и тврђава Маглич.

## Тврђава Маглич
На Столовима, у долини Ибра, налази се Маглич једно од најочуванијих средњовековних утврђења у Србији. Изградња утврђења текла је паралелна са једним од многобројних обнова манастира Жича у последњим годинама XIII века. 
Није у потпуности познато ко су били неимари, а ни ко је био први господар. Ипак, сматра се да је утврђење највероватније подигао Урош I после монголских продора, да би спречио продор нових најезди кроз Ибарску клисуру, односно да би заштитио прилаз својој задужбини Сопоћанима и манастиру Студеници са те стране.
Такође постоји легенда да га је сазидала Ирина Кантакузин, жена деспота Ђурђа Бранковића, омражена и зато названа проклетом Јерином. Међутим, стручњаци ту легенду одбацују, јер би то значило да је утврђење саграђено почетком XV века. Ипак и данас се у народу Маглич често назива Јеринин град.

## Манифестација „Нарцису у походе”
Сваке године, једне недеље маја месеца, одржава се традиционална манифестација Нарцису у походе. Ова манифестација окупља велики број планинара и љубитеља природе из целе Србије и земаља у окружењу, а планина Столови се бели од мирисних нарциса.
„Нарцису у походе” један је од најстаријих догађаја овог типа у Србији, настао 1956. године.
Успон према Столовима могуће је извести из више праваца: из Каменице, Жиче, Брезне, Добрих страна и Маглича, али старт манифестације увек је из села Каменица надомак Краљева. Стаза је дуга 26 км, уз успон од 1200 м и много ову стазу прелазе само делимично.
Раније је ова манифестација била позната под називом Берба нарциса, али у међувремену подигнута је еколошка свест и у самом називу Нарцису у походе и донета је одлука од стране организатора да се током манифестације нарциси не беру, па је она сада намењена заљубљеницима у овај цвет, природу и планину Столови.

## Полудивљи коњи са Столова
Столови су једна са ретких планина на којима се можете сусрести са полудивљим коњима. Они су заштитни знак ове планине.
Коњи на Столовима су некада били домаће животиње које су лети пуштане на испашу. Последњих неколико деценија су се постепено осамостаљивали и већ одавно се ни зими не враћају власницима у штале. 
Шумари кажу да су формирали крда које предводи неколико пастува и знатно су се прилагодили животу у дивљини. Упркос томе што су неки коњи остарили и угинули, крдо предвођено легендарним пастувом Мором, у последње две деценије постепено се увећало на педесетак коња. 
Вероватно би их било и знатно више, да није сурових планинских услова, нарочито у зимском периоду. Неприступачни и често завејани шумски путеви и стазе онемогућавају некадашње власнике и остале љубитеље да их по снегу обиђу и донесу им храну. Такође многа нејака ждребад сама страдају или, још недорасла, заврше као плен изгладнелих вукова, а понекад и безобзирних двоножних крадљиваца. Упркос суровим планинским условима, љубитељи коња са Столова, труде се да омогуће њихов опстанак на овој планини.
Традиција је да сваке године на Божић, чланови удружења љубитеља коња Столови, у чезе и фијакере упрегну неколико најпитомијих коња, углавном кобила, организујући свечани дефиле улицама Краљева.

## Параглајдинг
Столови су између осталог препознатљиви и по параглајдингу. 
Параглајдинг је рекреативно-такмичарски спорт у ком се лети уз помоћ летелице параглајдер, а полеће се затрчавањем са падине (полетишта). Параглајдинг активности на Столовима су се појавиле пре отприлике четири деценије, а прво национално такмичење одржано је почетком деведесетих година XX века. 1992. године основан је Параглајдинг клуб „Еол” Краљево. 
Полетишта на Столовима удаљена су од Краљева од 12 до 15 км ваздушном линијом. Путем су полетишта удаљена од Краљева између 25 и 35 км и до њих је могуће стићи једино теренским возилом, јер је само део пута асфалтан.
Као полетишта користе се врхови Камариште и Чикер, али и Озрен и Глишевске ливаде. Најпосећенији старт на Столовима су Глишевске ливаде где панорамским летом изнад Мељанице и Каменице путник опусти у предивном погледу на крај са обиљем шума, пашњака са коњима, погледом на реку, рибњак и викенд насеља, а касније слети на простране ливаде поред пута.
Висина полетишта варира у зависности од старта, а сва су између 900 и 1200 м надморске висине са висинским разликом од око 350 до 650 м. У добрим условима за летење, могуће је трајање лета и по више сати.
У зависности од временских услова и правца ветра могуће је летети ка Каменици, Богутовцу, Краљеву, Ушћу и према Рашки. Некима је посебно занимљив лет изнад средњовековне тврђаве Маглич.

## Галерија
- Пејзаж са Столова
- Пејзаж са Столова
- Тврђава Маглић са планином Столови у позадини.